# Kabupaten de Karimun
Le kabupaten de Karimun, en indonésien Kabupaten Karimun, est un kabupaten de la province indonésienne des îles Riau. Son chef-lieu est Tanjung Balai Karimun, sur l'île de Karimun proprement dite. L'île est située à environ 60 kilomètres à l'ouest de celle de Batam.
Le kabupaten est composé de 198 îles, dont 67 sont habitées. Sa superficie totale est de 7 984 km2, dont 1 524 km2 de terre. Sa population est de 174 800 habitants.
Karimun de doit pas être confondu avec les îles Karimun Jawa dans la mer de Java, au large de la ville de Semarang.

## Histoire

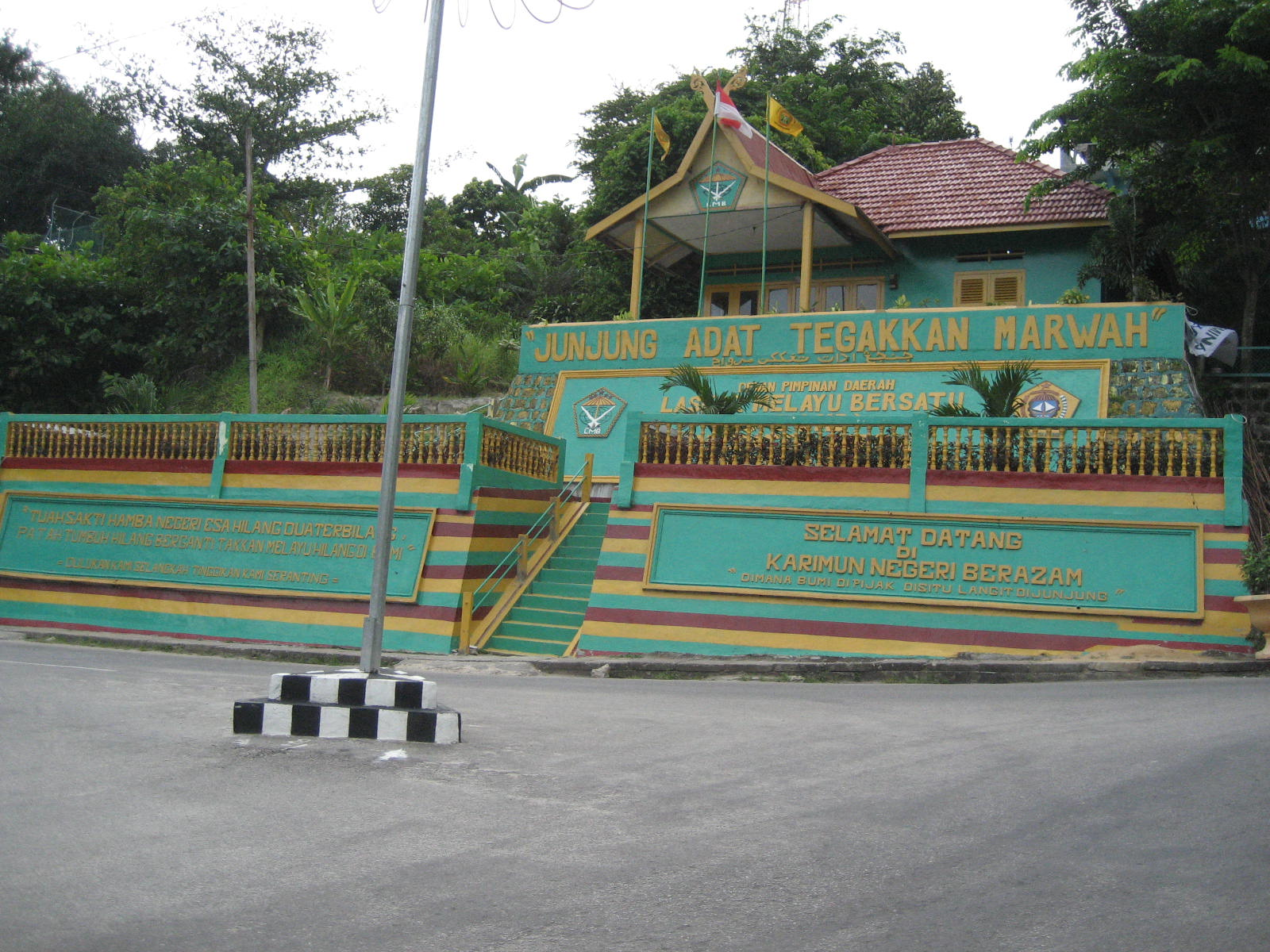
L'arrivée à Karimun

Il est vraisemblable qu'à l'époque du royaume de Sriwijaya (VIIIe et XIIIe siècles) dans le sud de Sumatra, et plus tard à celle du sultanat de Malacca (XVe siècle), les nomades Orang Laut ("gens de la mer") qui habitaient Karimun fussent des alliés précieux qui permettaient à ces royaumes de contrôler le détroit de Malacca et son trafic.
Au cours des XVIIIe et XIXe siècles, Karimun est un lieu de refuge pour ceux qui refusent l'autorité des sultans de Riau. On parle d'un Minangkabau qui aurait tenté d'y établir une principauté indépendante.
En 1820, le sultan Husein de Johor y envoie des hommes pour en exploiter l'étain. Avec la signature du traité de Londres de 1824 entre les Anglais et les Hollandais, Karimun passe dans la zone d'influence hollandaise et les mineurs de Johor, qui passe dans la zone d'influence anglaise, doivent se retirer.

## Archéologie
Il existe à Karimun une inscription rédigée en sanscrit et en caractères devanagari. On estime qu'elle date du IXe  ou  Xe siècle apr. J.-C. Elle se trouve sur la côte nord de Karimun, à Pasir Panjang, dans une carrière de granit, au pied d'une colline, protégée par une enceinte.
L'inscription proclame :
"Ceci sont les traces de pied de l'illustre mahayaniste Gautama, qui possédait une sphère." Une des particularités de cette inscription est que les caractères utilisés pour écrire "instrument rond" sont uniques. On n'en trouve d'exemple dans aucune autre inscription en alphabet d'origine indienne.
Les "traces de pied de l'illustre Gautama" se trouvent au pied de la colline, à 6 mètres de l'inscription.
L'inscription est un objet de vénération par les Orang Laut.